# Declaración de Berlín (1945)
La Declaración de Berlín (en alemán: Berliner Erklärung/Deklaration) del 5 de junio de 1945 o la Declaración sobre la derrota de Alemania, hizo que los gobiernos de los Estados Unidos, la Unión Soviética, el Reino Unido y Francia, actuando en nombre de los aliados de la Segunda Guerra Mundial, asumieran conjuntamente «autoridad suprema» de iure sobre Alemania después de su derrota militar y afirmó la legitimidad de su determinación conjunta de las cuestiones relativas a su administración y fronteras antes de la próxima Conferencia de Potsdam.

## Contexto histórico
La Capitulación alemana del 8 de mayo de 1945 sólo preveía la capitulación militar de las fuerzas armadas alemanas, siendo los signatarios alemanes representantes del Alto Mando alemán. En consecuencia, las disposiciones civiles completas para la rendición incondicional del Estado alemán quedaron sin una base formal explícita. Los aliados habían acordado, a través de la Comisión Asesora Europea, un texto integral de rendición incondicional, que estaba destinado a ser utilizado en las circunstancias potenciales de que el poder nazi fuera derrocado dentro de Alemania por autoridades militares o civiles. Entonces se establecería un gobierno posnazi en Alemania y se buscaría un armisticio. Al final, el poder nazi permaneció hasta el final; Adolf Hitler se suicidó en las ruinas de Berlín el 30 de abril de 1945; y las afirmaciones de Karl Dönitz, su sucesor designado, de haber establecido un gobierno civil en Flensburgo eran inaceptables para los aliados. Por lo tanto, el texto de rendición previamente acordado, redactado nuevamente como una declaración y con un preámbulo explicativo ampliado, fue adoptado unilateralmente por las cuatro potencias aliadas como la Declaración sobre la derrota de Alemania el 5 de junio de 1945. Detallaba la posición aliada de que después de los graves abusos criminales del nazismo, y en las circunstancias de completa derrota, Alemania ahora no tenía gobierno ni administración central y que, en consecuencia, la autoridad civil desocupada en Alemania había sido asumida como un condominio de las cuatro Potencias Representativas Aliadas en nombre de los Gobiernos Aliados en general, una autoridad constituida posteriormente en el Consejo de Control Aliado.
El principio de que las hostilidades contra Alemania debían continuar hasta que sus fuerzas armadas depusieran las armas sobre la base de una rendición incondicional había sido adoptado por los aliados en las Declaraciones de Moscú de octubre de 1943, en las que también se afirmaba que después de una rendición alemana, cualquier individuo que participara en las atrocidades cometidas dentro de los territorios bajo ocupación alemana serían devueltas a esos territorios para ser juzgadas y castigadas, y todos los dirigentes de la Alemania nazi, clasificados como «criminales», serían detenidos y «castigados por decisión conjunta del gobierno de los Aliados», una fórmula que se entendió como una ejecución sumaria sin juicio, que siguió siendo política británica hasta abril de 1945. Los principios de las Declaraciones de Moscú debían ser elaborados en los procedimientos de la Comisión Asesora Europea para especificar que los Aliados se comprometerían a erradicar tanto el nazismo como el militarismo alemán de Europa. En ese sentido, el Gabinete de Guerra británico estuvo de acuerdo con la propuesta estadounidense de que se deberían establecer tribunales de justicia con la consecuencia de que ahora todos los líderes nazis individuales fuesen juzgados como criminales, y todas las instituciones, agencias y asociaciones nazis serían declaradas culpables de ser «organizaciones criminales», y la membresía nazi comprobada fuese motivo de sanciones judiciales. Dado que, en la práctica, en mayo de 1945, esos organismos nazis eran las únicas instituciones en funcionamiento de la administración civil alemana, el efecto fue designar todo el aparato civil del poder estatal en Alemania y todo el empleo dentro de él como actividad «criminal» al servicio del Partido Nazi sobre la base de que «el Estado nazi fue estructuralmente, en su génesis y durante toda su existencia, una vasta empresa criminal».
Sin embargo, aunque el Estado nazi fue designado como una empresa criminal sin derecho válido a ejercer autoridad civil en Alemania, los aliados no extendieron la designación «criminal» al Alto Mando alemán ni a los miembros de las fuerzas armadas. Los generales al servicio del Estado nazi siguieron siendo generales, los soldados siguieron siendo soldados y las órdenes militares emitidas por el Alto Mando alemán eran órdenes válidas con efecto legal hasta el 8 de mayo de 1945, aunque el Estado civil homólogo de Alemania ya se consideraba extinto. De ello se deducía que los representantes del Alto Mando alemán habían tenido derecho legal a firmar el Acta de Rendición en Berlín y que sus órdenes al ejército, la marina y la fuerza aérea de deponer las armas eran órdenes válidas, que podían ser ejecutadas adecuadamente por el Procedimientos de disciplina militar.

## Términos
El preámbulo de la declaración afirmaba tanto la responsabilidad alemana por la guerra como la completa extinción legal de la Alemania nazi como consecuencia de la rendición incondicional de todas las fuerzas armadas alemanas y la ausencia total de cualquier autoridad del gobierno central alemán. Sin embargo, el texto de los artículos de la Declaración mantenía, en varios lugares, la existencia continuada de un pueblo y territorio nacional alemán, que, a los efectos de la Declaración, se consideró tal como se definió el 31 de diciembre de 1937 (después del Referéndum del Sarre de 1935 y antes del Anschluss de 1938), sujeto a que las cuatro potencias signatarias también hicieran valer su autoridad para determinar las futuras fronteras de Alemania. Esa supuesta autoridad para determinar las fronteras de Alemania pronto se ejercería con la incorporación de territorios orientales a Polonia y la Unión Soviética y la efímera creación del Protectorado del Sarre en Occidente. El preámbulo también confirmaba a los cuatro representantes designados por los gobiernos de Estados Unidos, la Unión Soviética, el Reino Unido y el Gobierno Provisional de la República Francesa como los «Representantes Aliados», que en adelante ejercerían la suprema autoridad civil y militar dentro del territorio alemán y sobre las antiguas fuerzas alemanas. De lo contrario, el texto de la declaración sería el preparado (pero no utilizado finalmente) en el Instrumento de Rendición alemán del 8 de mayo de 1945, de la manera acordada previamente por la Comisión Asesora Europea, pero sin incluir la cláusula de desmembramiento propuesta, agregada a la rendición acordada en Yalta.
Los aliados afirmaron que su asunción de poderes soberanos dentro de Alemania no afectaría su anexión. La declaración constaba de 15 artículos, los primeros ocho relacionados con la capitulación de las fuerzas armadas alemanas y la entrega a los aliados de equipo militar y activos de inteligencia. En julio de 1945, esas acciones se habían completado en gran medida.
Los artículos clave para el futuro gobierno de Alemania fueron, por tanto, el artículo 11, que preveía el arresto y juicio por los aliados de los líderes nazis y otros presuntos criminales de guerra, y el artículo 13, que otorgaba autoridad casi ilimitada a las potencias aliadas para dirigir las estructuras civiles, económicas y jurídicas alemanas en las zonas bajo su control. Ese artículo se aplicó ampliamente para efectuar la desnazificación de las instituciones públicas y empresas económicas en todos los niveles de la sociedad alemana, para obtener reparaciones y, en la zona soviética para llevar a cabo un importante programa de reforma agraria mediante la redistribución de tierras rurales nacionalizadas antes de la guerra a arrendatarios supervivientes y agricultores expulsados de las antiguas zonas orientales de Alemania.

## Situación jurídica en el derecho internacional
Los aliados sostuvieron que con la declaración, se reconocía que el antiguo Reich alemán había dejado de existir, que sus instituciones  históricas y su organización habían sido eliminadas bajo el ataque criminal del poder nazi, y que cualquier identidad soberana continua para Alemania en su conjunto ahora era representado únicamente por el Consejo de Control Aliado. Según los términos del Acuerdo de Potsdam, los Aliados declararon su intención de que el ejercicio de la plena soberanía alemana por parte del Consejo de Control Aliado fuera de tutela y de duración limitada, encomendándose al Consejo de Ministros de Asuntos Exteriores la tarea de preparar los términos para una eventual tratado de paz y acuerdo final de la guerra, y con el establecimiento, a través del Consejo de Control, de un gobierno alemán completamente nuevo y de un estado adecuado para el propósito de aceptar ese acuerdo.
Sin embargo, la afirmación aliada de que el Reich alemán ya no existía fue cuestionada en el debate legal y político, y varios académicos sostuvieron que la extinción legal de un estado no podría lograrse excepto mediante la anexión formal de sus pueblos y territorio a otro estado, y que, dado que en el Acuerdo de Berlín se había renunciado explícitamente a esa opción, se debe considerar que, de alguna forma, el Estado nacional alemán había sobrevivido al colapso de la Alemania nazi independientemente del Consejo de Control Aliado.
El debate jurídico de posguerra también cuestionó los poderes asumidos por los aliados en los artículos 11 y 13 para efectuar cambios radicales en las estructuras cívicas, legales y económicas de Alemania en conflicto directo con las disposiciones de las Conferencias de La Haya de 1899 y 1907 sobre los poderes y responsabilidades a respecto a las ocupaciones militares en tiempos de guerra. Los aliados sostuvieron que las conferencias no podían aplicarse ni se aplicaban en las circunstancias de la ocupación de Alemania, ya que la eliminación completa y duradera del nazismo y sus crímenes contra la humanidad y el militarismo alemán en general eran sus principales objetivos en tiempos de guerra. De hecho, en octubre de 1944, el general Eisenhower, en su Proclamación número 1 relativa a la prevista ocupación aliada de Alemania, había prometido la aniquilación total del nazismo y el militarismo, la suspensión del sistema legal alemán y la asunción por los aliados del poder ejecutivo, legislativo y judicial.
Después de la reunificación alemana en 1990, los descendientes de los terratenientes expropiados antes de la guerra cuestionaron la base legal de la potencia ocupante aliada con respecto a la reforma agraria de Alemania Oriental aplicada por los soviéticos y buscaron, a través de los tribunales alemanes, desposeer a los descendientes de los beneficiarios del programa de reformas de la posguerra o de otro modo recibir una compensación al valor actual de mercado. Después de que se presentaran una sucesión de cuatro casos ante el Tribunal Constitucional Federal a lo largo de una década, finalmente se presentó un recurso ante el Tribunal Europeo de Derechos Humanos en 2005, que falló a favor de la legalidad de la ocupación aliada. Se consideró que la ocupación de Alemania en la posguerra había sido «una ocupación sui generis», que había «conferido poderes de soberanía» a las potencias aliadas.

## Firmantes
La declaración fue firmada por los comandantes en jefe aliados:
- Gueorgui Zhúkov por la Unión Soviética.
- Dwight D. Eisenhower por los Estados Unidos.
- Bernard Montgomery por el Reino Unido.
- Jean de Lattre de Tassigny por Francia.

## Acciones eventuales

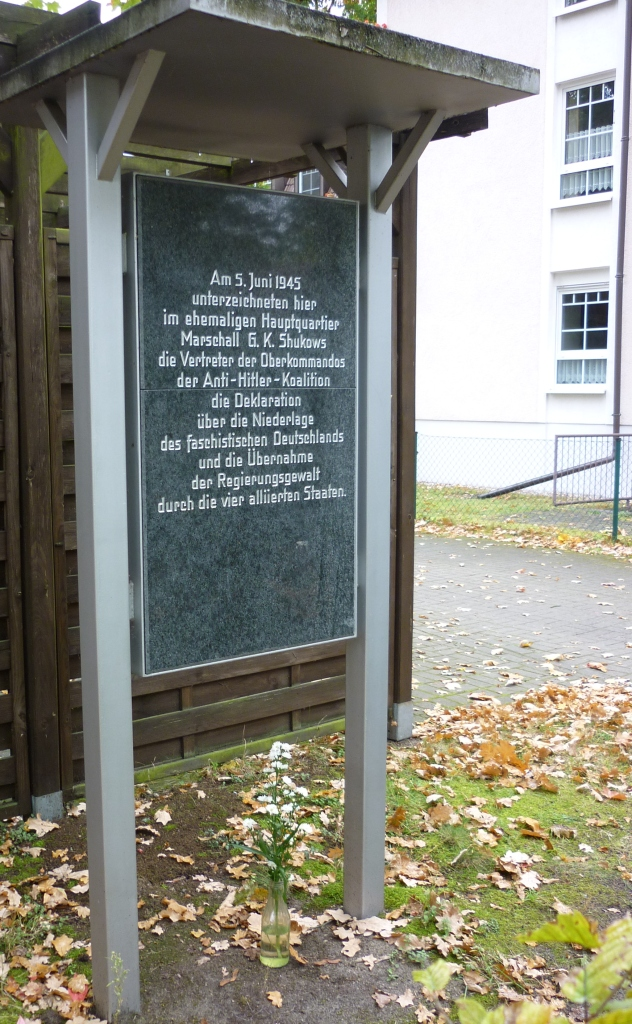
Lápida conmemorativa que marca el liderazgo del mariscal soviético Zhúkov en la firma del acuerdo aliado sobre la ocupación militar de Alemania.

Las fuerzas militares de los aliados occidentales se habían retirado hacia el oeste de la «línea de contacto» original transfiriendo la administración de los territorios desocupados a la zona de ocupación soviética y mientras tanto asumieron responsabilidades administrativas de las fuerzas soviéticas para sus respectivos sectores de Berlín. Posteriormente, el Acuerdo de Potsdam del 1 de agosto de 1945 confirmó el establecimiento de zonas de ocupación británica, estadounidense y francesa y fijó la frontera entre Polonia y Alemania en la línea Óder-Neisse. Los antiguos territorios alemanes al este de la línea ahora quedaron bajo las administraciones polaca y soviética (Óblast de Kaliningrado), en espera del reparto final de territorios en un futuro Tratado final de paz alemán. El tratado se retrasó por diferencias ideológicas y políticas entre las potencias aliadas y no fue finalmente ratificado hasta 1991, cuando el Tratado Dos más Cuatro entró en vigor y puso fin formalmente a la ocupación de Alemania.